# Эстонская православная христианская церковь
Эсто́нская правосла́вная христиа́нская це́рковь (ЭПХЦ; эст. Eesti Kristlik Õigeusu Kirik) — самоуправляемая православная церковь в канонической юрисдикции Московского патриархата.
До 31 марта 2025 года ЭПХЦ официально именовалась как Эстонская православная церковь Московского патриархата (эст. Moskva Patriarhaadi Eesti Õigeusu Kirik).

## История православия в Эстонии
Православное вероисповедание пришло на территорию современной Эстонии через Новгородскую и Псковскую земли.
По завоевании эстонских земель немецкими и датскими крестоносцами (XIII век) православие сохранялось в основном среди славянских жителей в крупных городах.
В 1570 году русский царь Иван IV Васильевич учреждает епископскую кафедру в Дерпте (Юрьеве, ныне Тарту). Кроме того, в зоне контактов эстонского и русского населения на юго-востоке Эстонии сложилась самобытная народность сету (их обращению в православие способствовало создание в XV веке Псково-Печерского монастыря).
Согласно Ништадтскому миру 1721 года, который завершил Северную войну, земли Эстляндии и Лифляндии отошли к России. На территории современной Эстонии начали вновь открываться православные храмы (управление православными приходами Эстляндии и Лифляндии передали Псковской епархии).
В 1764 году православные приходы Ревельской (с 1796 года — Эстляндской) губернии перешли в ведение Санкт-Петербургской епархии (создано Эстляндское духовное правление). В 1817 году учреждено Ревельское викариатство Санкт-Петербургской епархии, в 1865 году оно было переподчинено Рижской епархии.
В 1840-х годах и во второй половине XIX века отмечен массовый переход эстонских крестьян из лютеранства в православие — как в Лифляндской (прежде всего), так и в Эстляндской губерниях. Тогда же появляются первые православные священники из эстонцев.
Февральская революция 1917 года и последовавшие за ней события кардинальным образом изменили положение Русской православной церкви в Прибалтике. В августе 1917 года в городе Юрьеве (ныне Тарту) состоялось собрание Рижской епархии. Архиепископ Рижский и Митавский Иоанн (Смирнов) поддержал предложение о восстановлении Ревельского викариатства — в него предполагалось объединить все эстонские приходы. 31 декабря 1917 года (13 января 1918 года по новому стилю) во епископа Ревельского, викария Рижской епархии, рукоположён архимандрит Платон (Кульбуш), которому затем поручили временное управление всей Рижской епархией. Однако в январе 1919 года он был убит большевиками. После гибели епископа Платона власть над православными приходами в пределах Эстонской Республики перешла к временному епархиальному совету (при этом делегаты из Латвии ещё в 1918 году фактически прекратили своё участие в указанном совете). 19 ноября 1919 года на совместном заседании Священного синода и Высшего церковного совета Русской православной церкви решено учредить отдельную Эстонскую епархию.
10 мая 1920 года Священный синод и Высший церковный совет Русской православной церкви обсудили положение православной церкви на территории Эстонского государства и постановили признать Эстонскую православную церковь (ЭПЦ) автономной.
В сентябре 1922 года под давлением властей Эстонии и некоторой части духовенства Собор Эстонской православной церкви принял решение обратиться к константинопольскому патриарху Мелетию IV с прошением о принятии ЭПЦ в юрисдикцию Константинопольского патриархата и даровании ей автокефалии. В июле 1923 года константинопольский патриарх Мелетий IV вручил главе делегации Эстонской православной церкви архиепископу Александру (Паулусу) томос, согласно которому вместо получения статуса «автокефальной церкви» ЭПЦ становилась автономным церковным округом в юрисдикции Константинопольского патриархата — Эстонской православной митрополией (с июля 1926 года она именовалась Эстонской апостольской православной церковью). Подобные решения Константинопольского патриархата вызвали негативную реакцию Русской православной церкви и не были признаны ей.
В 1924 году образована Нарвская епархия, в которую вошли все русские приходы Эстонской церкви. Правящим архиереем в новосозданной епархии стал архиепископ Евсевий (Гроздов). В 1923—1939 годах в Эстонии построили 15 новых православных храмов. Кроме того, в значительной мере благодаря позиции главы Эстонской православной церкви митрополита Александра (Паулуса) удалось отстоять от угрозы возможного сноса Александро-Невский собор в Таллине.
Летом 1940 года Эстония вошла в состав СССР, и в конце февраля 1941 года ЭПЦ была воссоединена с Московским патриархатом [предстоятеля ЭПЦ митрополита Александра (Паулуса) приняли в состав епископата Русской православной церкви]. Однако в сентябре 1941 года, после оккупации Эстонии германской армией, митрополит Александр заявил о разрыве отношений с Московским патриархатом и о повторном переходе в юрисдикцию константинопольского патриарха (в 1944 году он был эвакуирован в Германию, а в 1947 году основал в Швеции «Эстонскую православную церковь в изгнании»). По окончании Второй мировой войны православные приходы на территории Эстонии находились в юрисдикции Московского патриархата и составляли Таллинскую епархию.

Бюст патриарха Алексия II в городе Йыхви (Эстония)

В 1990 году предстоятель Русской православной церкви патриарх Алексий II взял Таллинскую епархию под своё личное управление: было образовано Таллинское Патриаршее викариатство. Епископом Таллинским, викарием патриарха Московского в 1990—1992 годах являлся Корнилий (Якобс). В 1992 году воссоздана самостоятельная кафедра, и епископ Корнилий стал правящим архиереем Таллинской епархии с титулом «Таллинский и Эстонский».
В 1993 году восстанавливается самоуправляемая Эстонская православная церковь в юрисдикции Московского патриархата (этот статус подтверждён томосом патриарха Московского и всея Руси Алексия II). С 26 апреля 1993 года и до своей кончины в 2018 году предстоятелем Эстонской православной церкви был епископ Таллинский и всея Эстонии Корнилий (Якобс) (с 1995 года — архиепископ, с 2000 года — митрополит).
На начало 2013 года, по данным МВД Эстонии, к Эстонской православной церкви Московского патриархата принадлежало около 170 тыс. жителей страны. Географически православие более широко распространено на востоке и севере республики.
В Эстонии также сохраняется и крупная (по меркам небольшой страны) старообрядческая община русских поселенцев XVIII века (город Муствеэ, остров Пийрисар и др., где они составляют большинство населения).

## Раскол

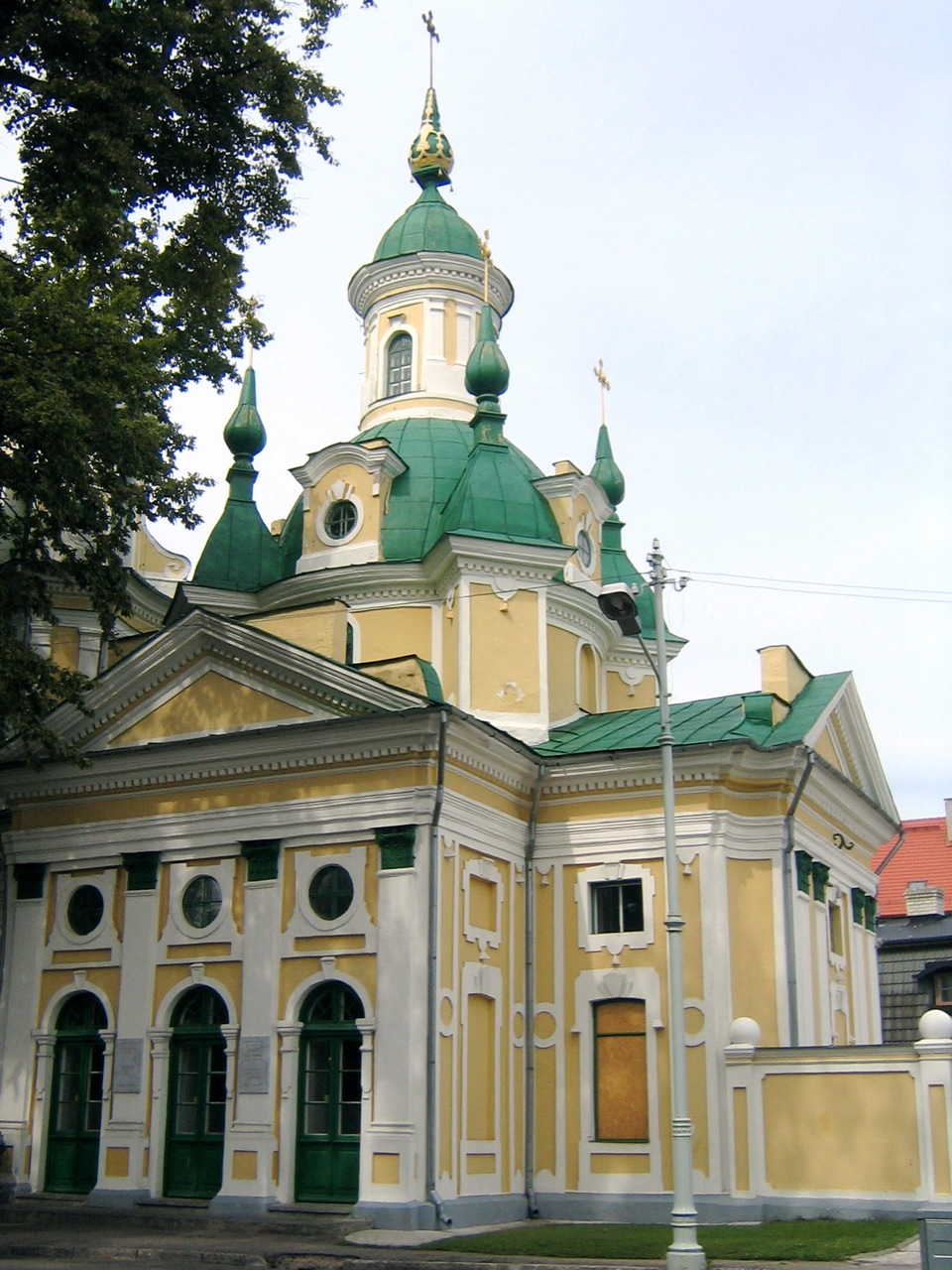
Церковь Святой Екатерины (Пярну)

В начале 1990-х годов Эстонская православная церковь фактически распалась на две структуры: Эстонскую православную церковь Московского патриархата (ЭПЦ МП) и Эстонскую апостольскую православную церковь Константинопольского патриархата (ЭАПЦ КП). Раскол произошёл в основном по этноязыковой линии. Большинство русскоязычных верующих Эстонии являются прихожанами ЭПЦ МП, большинство православных эстонцев — ЭАПЦ КП.
Власти Эстонской Республики вплоть до 2002 года отказывали в официальной регистрации Эстонской православной церкви Московского патриархата, в связи с чем Государственная дума России принимала особые заявления в 1996 и 2001 годах.

## Современное положение

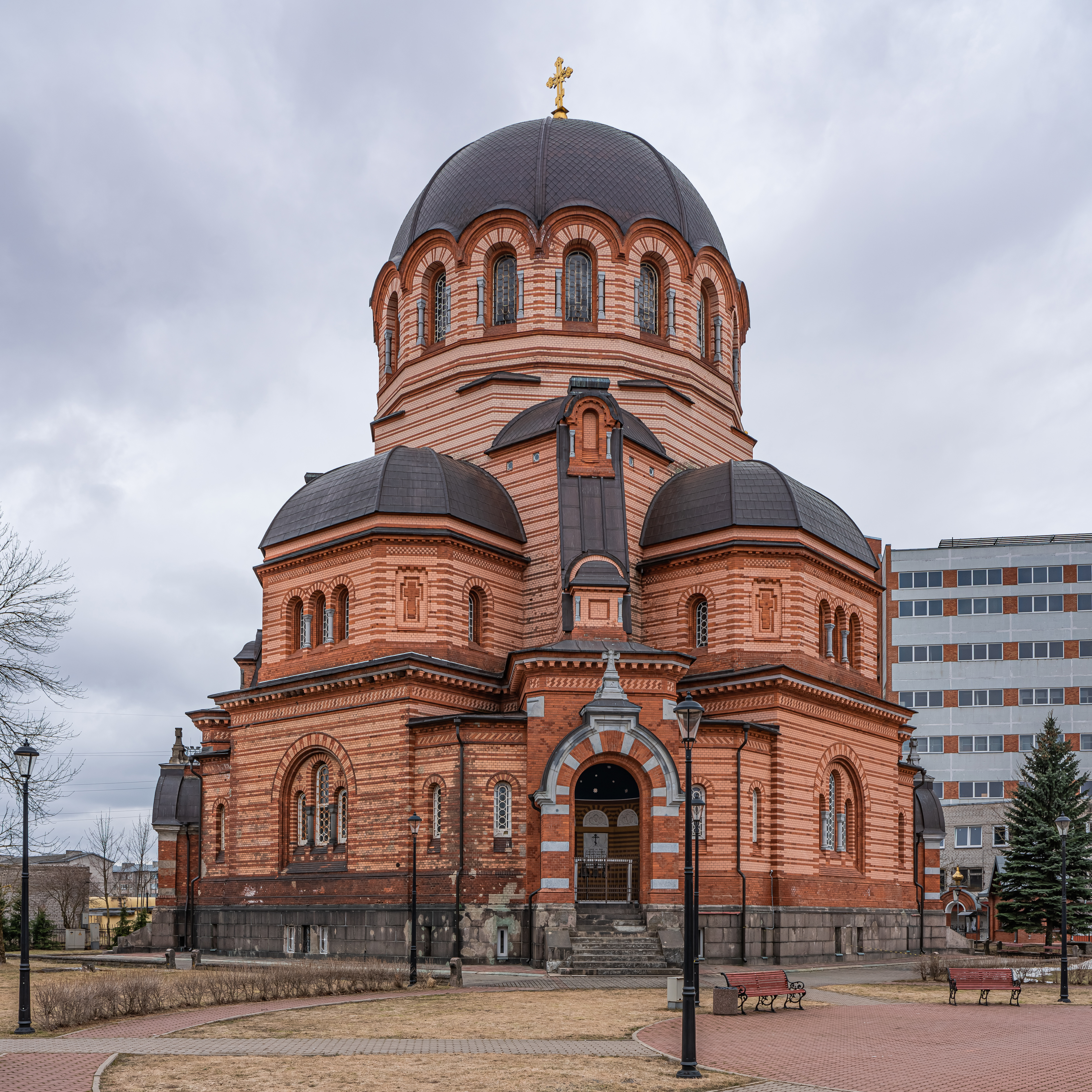
Собор Воскресения Христова (Нарва)

27 мая 2009 года решением Священного синода РПЦ учреждена должность викарного епископа, на которую был определён наместник Иоанно-Богословского Макаровского монастыря города Саранска архимандрит Лазарь (Гуркин) (хиротония совершена 21 июля 2009 года).
30 мая 2011 года в составе Эстонской православной церкви образована Нарвская епархия в административных границах города Нарвы, волостей Вайвара, Иллука, Алайыэ, Ийзаку, Тудулинна, Лохусуу (уезд Ида-Вирумаа), волостей Торма, Касепяя, Пала (уезд Йыгевамаа), волости Алатскиви (уезд Тартумаа). Иные территории Эстонской Республики отнесены к Таллинской епархии, управляемой митрополитом Таллинским и всея Эстонии.
29 мая 2018 года на внеочередном Соборе ЭПЦ МП предстоятелем Эстонской православной церкви избран архиепископ Евгений (Решетников), который 3 июня того же года был возведён патриархом Московским и всея Руси Кириллом в сан митрополита с титулом «Таллинский и всея Эстонии».
По данным на конец 2024 года, Эстонская православная церковь Московского патриархата состояла из двух епархий: Таллинской и Нарвской. Она имела 37 приходов, численность духовенства составляла 81 человек (4 архиерея, 60 священников и 17 диаконов).

### С 2024 года
5 февраля 2024 года Департамент полиции и пограничной охраны Эстонии официально уведомил митрополита Евгения об отказе в продлении его временного вида на жительство в республике. На следующий день он вынужденно покинул страну (ранее на чрезвычайном заседании Собора ЭПЦ МП выражено категорическое несогласие с этим решением эстонских властей).
В апреле 2024 года чиновники Министерства внутренних дел Эстонии планировали провести встречи с приходами Эстонской православной церкви Московского патриархата, чтобы убедить их выйти из состава Московского патриархата, который парламент Эстонии готовится признать «организацией, поддерживающей российскую агрессию».
30 июля 2024 года состоялась встреча представителя МВД Эстонии Райво Кюйта с епископом Тартуским Даниилом (Леписком), представлявшим ЭПЦ МП, и адвокатом Стевеном-Христо Эвестусом, представлявшим интересы Пюхтицкого Успенского ставропигиального женского монастыря. Представитель МВД Райво Кюйт огласил обзор ожиданий государства, которые заключаются в полном выходе ЭПЦ МП из подчинения Московского патриархата как в каноническом, так и в юридическом плане. На этой встрече ЭПЦ МП представила своё видение процесса выхода Церкви из-под влияния Московского патриархата в два этапа: на первом этапе — изменения в уставе ЭПЦ МП, на втором — консультации с Эстонской апостольской православной церковью для поиска возможности объединения всех православных Эстонии в единой Церкви.
20 августа 2024 года на сессии Собора Эстонской православной церкви Московского патриархата было решено изменить её название на Эстонская православная церковь, однако МВД Эстонии заявило, что, скорее всего, не утвердит новое название церкви, так как ЭПЦ МП не объединяет все эстонские православные общины.
В сентябре 2024 года Эстонская апостольская православная церковь (ЭАПЦ) заявила о желании помочь ЭПЦ МП отделиться от Русской православной церкви. По мнению представителей ЭАПЦ, это может произойти после перехода ЭПЦ МП в статус самоуправляемого викариата приходов русской традиции.
31 марта 2025 года официально утверждено новое название церкви — Эстонская православная христианская церковь (эст. Eesti Kristlik Õigeusu Kirik) — и внесены соответствующие изменения в её устав.

## Предстоятели Эстонской православной церкви
Архиепископ Таллинский и всей Эстонии
- Александр (Паулус) (5 декабря 1920 — 7 июля 1923), с 7 июля 1923 года ЭПЦ перешла в юрисдикцию Константинопольского патриархата как Эстонская православная митрополия, с 1926 года — Эстонская апостольская православная церковь (пребывала в юрисдикции константинопольского патриарха до 1941 года)[11]

Митрополит Таллинский и всея Эстонии
- Корнилий (Якобс) (с 11 августа 1992 — епископ Таллинский и Эстонский, с 26 апреля 1993 — епископ Таллинский и всея Эстонии, с 25 февраля 1995 — архиепископ Таллинский и всея Эстонии, с 6 ноября 2000 по 19 апреля 2018 — митрополит Таллинский и всея Эстонии)[13]
  - Лазарь (Гуркин) (19 апреля — 3 июня 2018) — и/о предстоятеля, епископ Нарвский и Причудский
- Евгений (Решетников) (с 3 июня 2018)

## Епископат
- Евгений (Решетников) — митрополит Таллинский и всея Эстонии.
- Лазарь (Гуркин) — епископ Нарвский и Причудский.
- Сергий (Телих) — епископ Маардуский, викарий Таллинской епархии.
- Даниил (Леписк) — епископ Тартуский, викарий Таллинской епархии.

## Кафедральные храмы
- Главный кафедральный храм ЭПХЦ — Александро-Невский собор в Таллине.
- Кафедральный храм Нарвской епархии — собор Воскресения Христова в Нарве.

## Награды ЭПХЦ
- Орден священномученика Исидора Юрьевского (три степени)[27][28]
- Орден священномученика Сергия Раквереского (три степени)[29]
- Медаль священномученика Исидора Юрьевского (две степени)[27][30][31][32][33]
- Медаль священномученика Сергия Раквереского (две степени)[34]
- Юбилейная медаль «100 лет епископской хиротонии священномученика Платона»[35]

## Пюхтицкий монастырь
- Пюхтицкий Успенский женский монастырь[36] — основан в 1891 году как Успенская женская община, с 1892 года — монастырь. В 1990 году получил статус ставропигиального, то есть подчинённого непосредственно патриарху Московскому и всея Руси.